# Mansfield, Ohio
Mansfield är administrativ huvudort i Richland County i delstaten Ohio. Orten har fått sitt namn efter lantmätaren Jared Mansfield. Enligt 2010 års folkräkning hade Mansfield 47 821 invånare.

## Kända personer från Mansfield
- Sherrod Brown, politiker
- Michael L. Gernhardt, astronaut
- Luke Perry, skådespelare